# Phùng Đức Dinh
Phùng Đức Dinh (sinh 1958), người Mường, là đại biểu Quốc hội Việt Nam khóa 12, thuộc đoàn đại biểu Sơn La.